# Biopsi

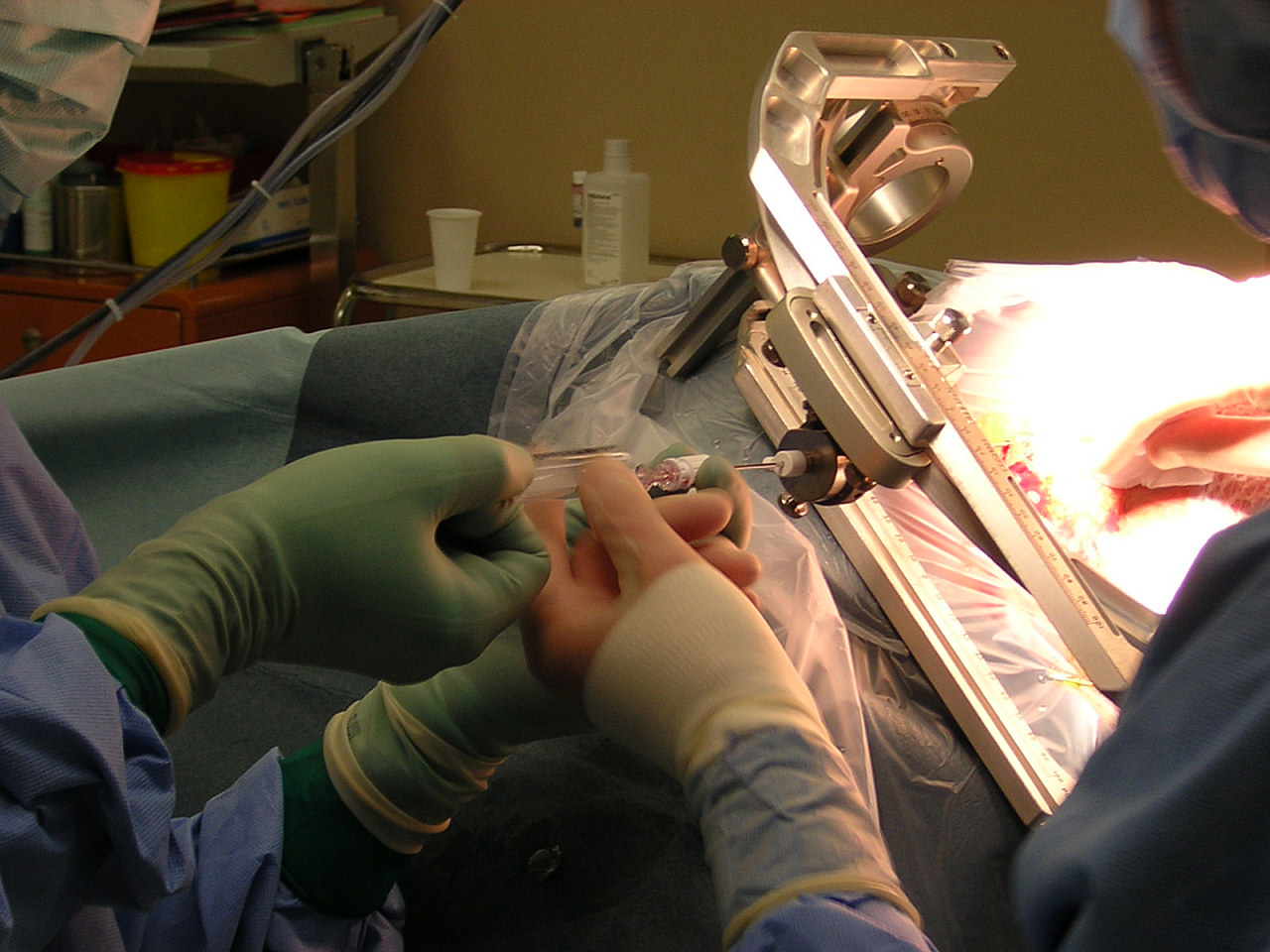
Pågående hjärnbiopsi genom stereotaxi.

Biopsi (från grekiskans βίος, bios, liv, och ὄψις, opsis, seende) eller vävnadsprovtagning innebär tagning av prov från levande kroppsvävnad för undersökning, vanligen i mikroskop och i syfte att ställa diagnos. Större vävnadsbitar kan tas kirurgiskt, så kallad provexcision (px) eller med hjälp av till exempel fiberoptik. För mindre prov används ofta särskilda nålinstrument (nålbiopsi).

## Användning
Biopsier tas för att kunna fastställa diagnos vid misstänkt sjukdom. Ofta rör det sig om att ta vävnadsprover från misstänkta tumörer för att fastställa en cancerdiagnos, från njuren vid nefrotiskt eller nefritiskt syndrom eller från fettvävnad vid misstanke om amyloidos.

## Analys
En av de vanligaste metoderna för analys av biopserat material är genom mikroskopi. Vävnaden fixeras då vanligen i formalin vilket gör att vävnadsprovet bevarar sin struktur och förhindrar förruttnelse, och inbäddas därefter i paraffin. Provet snittas därefter och monteras på objektglas. Vävnadssnittet kan därefter färgas, exempelvis med hematoxylin och eosin, eller med immunhistokemi. Det färdiga provet analyseras slutligen av en specialistläkare i klinisk patologi och cytologi som ställer diagnos.
Biopsier kan även användas för mikrobiologisk odling, för att fastställa vilken bakterie som ligger bakom en infektion. Detta förfarande är vanligt exempelvis vid protesinfektioner. 